# Tournoi britannique de rugby à XV 1901
Navigation
Tournoi 1900 Tournoi 1902
Le premier tournoi britannique de rugby à XV du XXe siècle est remporté par l'Écosse en 1901 avec sa troisième  Triple couronne (pour avoir battu tous ses adversaires). Il se tient du 5 janvier au 16 mars 1901 dans cinq stades différents. En effet, contrairement à l’Écosse, le pays de Galles joue ses deux matches à domicile dans deux villes différentes.

## Classement
| Rang | Nations            | J | V | N | D | PP | PC | Δ   | Pts |
| ---- | ------------------ | - | - | - | - | -- | -- | --- | --- |
| 1    | Écosse             | 3 | 3 | 0 | 0 | 45 | 16 | +29 | 6   |
| 2    | Pays de Galles (T) | 3 | 2 | 0 | 1 | 31 | 27 | +4  | 4   |
| 3    | Irlande            | 3 | 1 | 0 | 2 | 24 | 25 | -1  | 2   |
| 4    | Angleterre         | 3 | 0 | 0 | 3 | 9  | 41 | -32 | 0   |

- Barème des points de classement (Pts) :

2 points pour une victoire, 1 point en cas de match nul, rien pour une défaite.
- Meilleures attaque, défense et donc différence de points pour l'Écosse victorieuse.

## Résultats
C'est sur cinq samedis que se tiennent les six rencontres :
| 05 janvier 1901 Arms Park, Cardiff              | Pays de Galles | 13 - 0  | Angleterre     |
| 09 février 1901 Lansdowne Road, Dublin          | Irlande        | 10 - 6  | Angleterre     |
| 09 février 1901 Inverleith, Édimbourg           | Écosse         | 18 - 8  | Pays de Galles |
| 023 février 1901 Inverleith, Édimbourg          | Écosse         | 09 - 5  | Irlande        |
| 09 mars 1901 Rectory Field, Blackheath, Londres | Angleterre     | 03 - 18 | Écosse         |
| 016 mars 1901 St. Helen's, Swansea              | Pays de Galles | 10 - 9  | Irlande        |